# Escuts i banderes del Baix Ebre

Escut oficiós del Baix Ebre

Els escuts i banderes del Baix Ebre són el conjunt de símbols que representen els municipis d'aquesta comarca.
Pel que fa als escuts comarcals, cal dir que, en principi, s'han creat expressament per representar els Consells i, per extensió, són el símbol de tota la comarca. En el cas del Baix Ebre també es disposa de bandera, malgrat que, com succeeix amb l'escut, no són oficials cap dels dos.
En aquest article s'hi inclouen els escuts i les banderes oficialitzats per la Generalitat des del 1981, concretament per la Conselleria de Governació, que en té la competència.
No tenen escut ni bandera oficials els municipis de l'Ametlla de Mar, Camarles, Paüls, el Perelló, Roquetes, Tivenys i Tortosa.

## Els escuts

l'Aldea Publicat al DOGC el 14 de juny de 1985.
Aldover Publicat al DOGC el 9 de febrer de 2006.
Alfara de Carles Publicat al DOGC el 4 de gener de 2022.
l'Ampolla Aprovat el 20 de març de 1992.
Benifallet Aprovat el 13 de febrer del 2001.
EMD de Bítem Aprovat el 17 de març de 2017.
EMD de Campredó Publicat al DOGC el 29 d'abril de 2016.
Deltebre Aprovat el 28 de setembre de 1984.
EMD de Jesús Publicat al DOGC el 6 de novembre de 2009.
Xerta Aprovat el 15 de març de 1984.

## Les banderes

l'Aldea Publicada al DOGC el 12 de gener de 1990.
l'Ampolla Publicada al DOGC el 27 d'agost de 1993.
EMD de Campredó Publicada al DOGC el 30 de setembre de 2020.
EMD de Jesús Publicada al DOGC el 9 de febrer de 2011.